# Villa Sara
Villa Sara je rubno naselje grada Treinta y Tres, sjedišta departmana Treinta y Tres na istoku Urugvaja. Iako je rubno naselje grada, rijeka Río Olimar ga dijeli od samog grada.

## Stanovništvo
Prema popisu stanovnika iz 2011. godine Villa Sara ima 1.199 stanovnika.
| Godina | Stanovništvo |
| ------ | ------------ |
| 1963.  | 152          |
| 1975.  | 635          |
| 1985.  | 635          |
| 1996.  | 972          |
| 2004.  | 1.056        |
| 2011.  | 1.199        |

- Izvor: Državni statistički zavod Urugvaja.[2]

## Vanjske poveznice
- (šp.) Nuestra Terra, Colección Los Departamentos, Vol.4 "Treinta y Tres"  Arhivirana inačica izvorne stranice od 22. ožujka 2016. (Wayback Machine)